# Antoni Miracle i Mercader
Antoni Miracle i Mercader fou un empresari i polític català. Pertanyia al sector de la construcció i fou director gerent de Constructura Fomento de la Propiedad SA, fundada el 1912 per a construir cases barates per als treballadors, i de la que també en formaren part Emili Junoy i Gelabert i Joan Pich i Pon, entre d'altres.
Membre de la Lliga Regionalista, fou elegit diputat pel districte de Sant Feliu de Llobregat a les eleccions generals espanyoles de 1918 1919, 1920 i 1923. També fou elegit diputat a les eleccions al Parlament de Catalunya de 1932 per la circumscripció de Barcelona. El 1935 fou president del Comitè Central del Segell Pro Infància.